# Second Come
Second Come é uma guitar band carioca formada em 1989, e uma das pioneiras do movimento guitar - precursor do indie rock brasileiro -, junto de bandas como Pin Ups, Killing Chainsaw e Mickey Junkies, caracterizado por letras em inglês, guitarras distorcidas e shows enérgicos. A sonoridade do Second Come já soava como o grunge norte-americano antes mesmo do próprio grunge se popularizar no Brasil no início dos anos 90. O jornalista Celso Fioravante, da Folha de S.Paulo, diria que a banda flertava com Sonic Youth, Husker Dü, The Cure, Ride, entre outros”.

## História

### Eterno Grito
Formada inicialmente por Fábio L. (guitarra e voz), Francisco Kraus (baixo), Fernando Kamache (guitarra) e Dalton Vianna (bateria), a banda nasceu após o término da banda Eterno Grito, que havia lançado um EP pela Toc Discos, produzido pelo tecladista do Barão Vermelho, Maurício Barros. A única música em inglês deste registro, “The Sin”, era composição de Fábio Leopoldino.
Erroneamente entende-se que a banda é de Niterói, isso se deve ao fato de que a banda ensaiava na cidade, o primeiro show oficial aconteceu no DCE da UFF, e o vocalista Fábio morava lá. Kraus, Kamache e Vianna são da cidade do Rio de Janeiro.

### "Violent Kiss", o primeiro registro
O Second Come comporia apenas em inglês, inicialmente com letras de um amigo norte-americano da banda, Paul Conrad. A sua primeira demo, “Violent Kiss” (1989), que servia apenas para divulgação com a imprensa e não para venda, trouxe as músicas “The Shower” - que mais tarde entraria como faixa-bônus no CD You -, “Wicked Sky”, “My world” e “Deafening sounds on my mind”.
Em 1990, a banda fez seus primeiros shows em São Paulo, no mitológico Espaço Retrô e na Chopperia do SESC Pompéia, e no Rio de Janeiro no Buganville. Com a primeira demo, foram escolhidos uma das bandas revelação de 1990 pelos críticos da revista Bizz.

### “Wade’s Bed” e “I Ain’t”
Em abril de 1991, há menos de um ano do sucesso da primeira demo, a banda grava “Wade’s Bed”. Marcel Plasse, na época jornalista do Caderno 2 do O Estado de São Paulo, escreve que “Wade’s Bed” seria o melhor disco do ano caso tivesse sido prensado em vinil ou CD. Apenas Maria Angélica Não Mora Mais Aqui e Pin Ups haviam gravado discos até então. A demo, também lançada apenas em fita cassete, traria o hit da banda, “Run Run”. Nessa época, no Rio de Janeiro, abre o Garage, na Praça da Bandeira, onde o Second Come faria vários shows; um deles, o lendário show com o Pin Ups e abertura de Medellín, que o jornalista Alex Antunes diria na Bizz à época que “há muito tempo não via um verdadeiro show de rock“.
Ainda em 1991, Kadu Carlos substitui Dalton na bateria trazendo mais peso à sonoridade da banda, e o Second Come grava sua 3ª demo, “I Ain’t” que traria mais um dos clássicos da banda, também lançado no álbum You: “Perfidiousness”.

### O primeiro álbum: "You"
Em 1993, o baterista Kadu, que na época trabalhava Rock It!, loja de discos e CDs importados de Dado Villa-Lobos (guitarrista da Legião Urbana) e André X (baixista da Plebe Rude), apresenta suas fitas demos à dupla. Dado e André, que já tinham a ideia de montar um selo de bandas independentes, chamam o Second Come para ser a primeira banda de seu casting. O selo também teria um acordo de produção e distribuição com a gigante EMI.
O disco foi produzido em 72 horas no Estúdio Mega, no Rio de Janeiro, vendeu rápido e entrou em um top 20 do jornal Estado de São Paulo à frente do Sepultura. Com tamanha aceitação, a Rock It! decidiu fazer uma versão CD que trazia 2 músicas bônus, “You” e “Shoes” além de “Hurricane Age” tocada ao contrário.

### "Superkids" e a separação
O Second Come também não tinha muito espaço na MTV, que dava seus primeiros passos no Brasil na época. O canal só abria espaço para bandas alternativas nos programas segmentados da madrugada como Lado B e Demo MTV.
Em 1993, sai Kadu e entra Reyson na bateria. A banda grava Superkids, Superdrugs, Supergod and Strangers que sai em 1994, em CD. Nesse momento Fábio L. começa a tocar no Drivellers. Após o show do Drivellers, no Juntatribo de 1994, Fábio diz que não existe mais Second Come. O último show do Second Come foi no Columbia, em São Paulo. Após o show, com as relações entre os membros claramente desgastadas, a banda retorna ao Rio sem se conversar e o contato se perde a partir daí.
Em 1999, o Second Come se reúne, sem Fábio, e comemoram 10 anos do início da banda no festival “Algumas pessoas tentam te f***r”, do selo Midsummer Madness, de Rodrigo Lariú.
Em maio de 2009, Fábio L. sofre um infarto fatal em sua residência, em Valença, interior do Rio de Janeiro. Fábio tinha 46 anos.

### O breve retorno

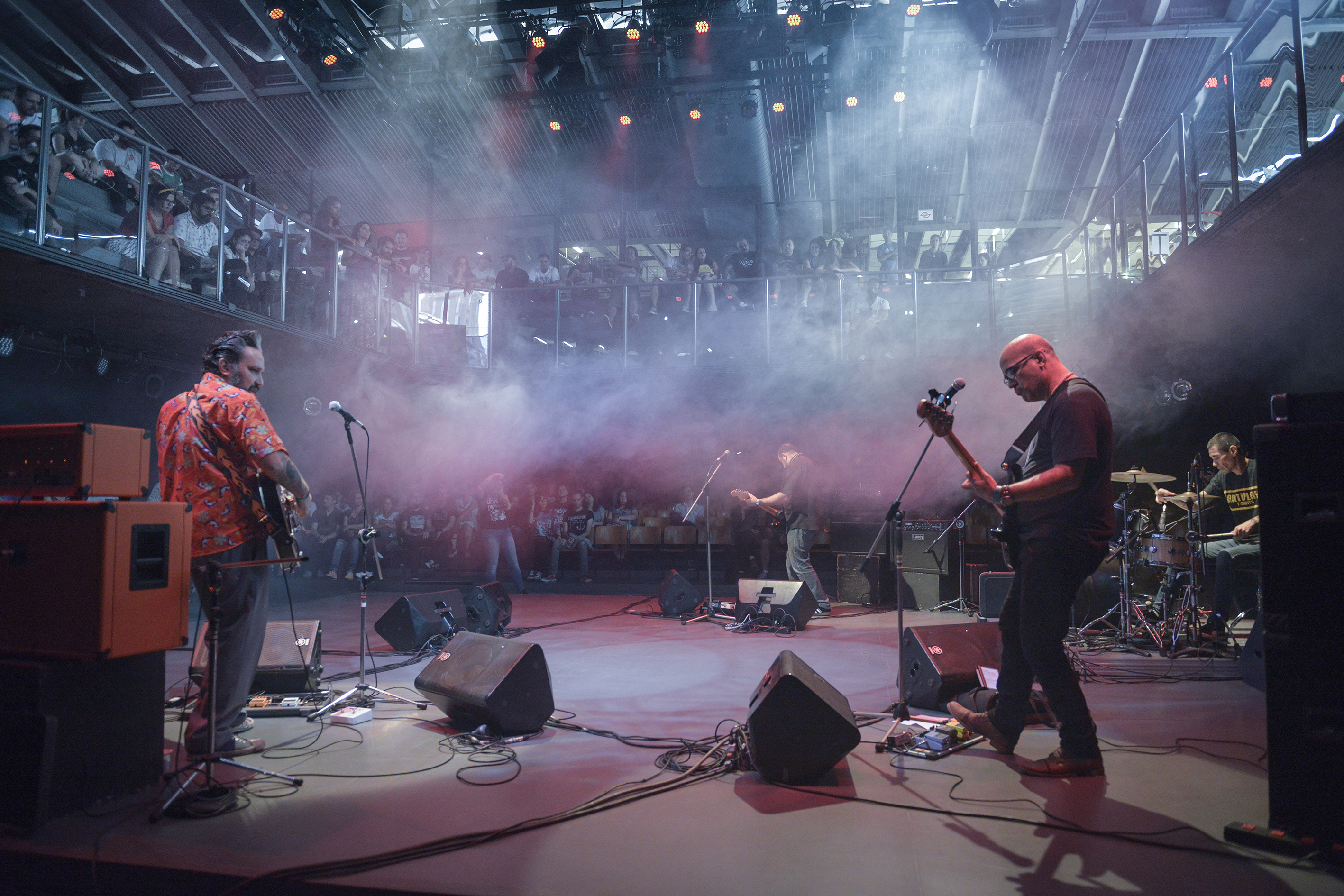
Second Come no CCSP

O ensaio para o retorno acontece em 2011 em um show para comemorar o álbum You, com participações especiais de Nervoso (Beach Lizards), Simone do Vale (Dash/Autoramas) e Dado Villa-Lobos (Legião Urbana). Em 2015 a banda volta a ensaiar regularmente com o retorno de Fernando Kamache e Kadu para o Rio de Janeiro. Convidam Maurício Mauk (Big Trep) para guitarra-base e fazem um show na Audio Rebel, na companhia de The Cigarettes, Lava Divers e Sonora Coisa. Mais tarde, no mesmo ano, tocariam no Imperator com Uns e Outros, Em 2016 se apresentam no Centro Cultural São Paulo com os Mickey Junkies, e em Belo Horizonte no show do documentário Guitar Days.

Ao final de 2016 Kadu sai da banda novamente, entra Bacalhau (Planet Hemp/Autoramas) e seguem fazendo shows esporádicos, como o da exibição do documentário “Time Will Burn” no Festival MIMO, do Minifest “Algumas pessoas tentam te f***r!” no Z Carniceria e Casa do Mancha.

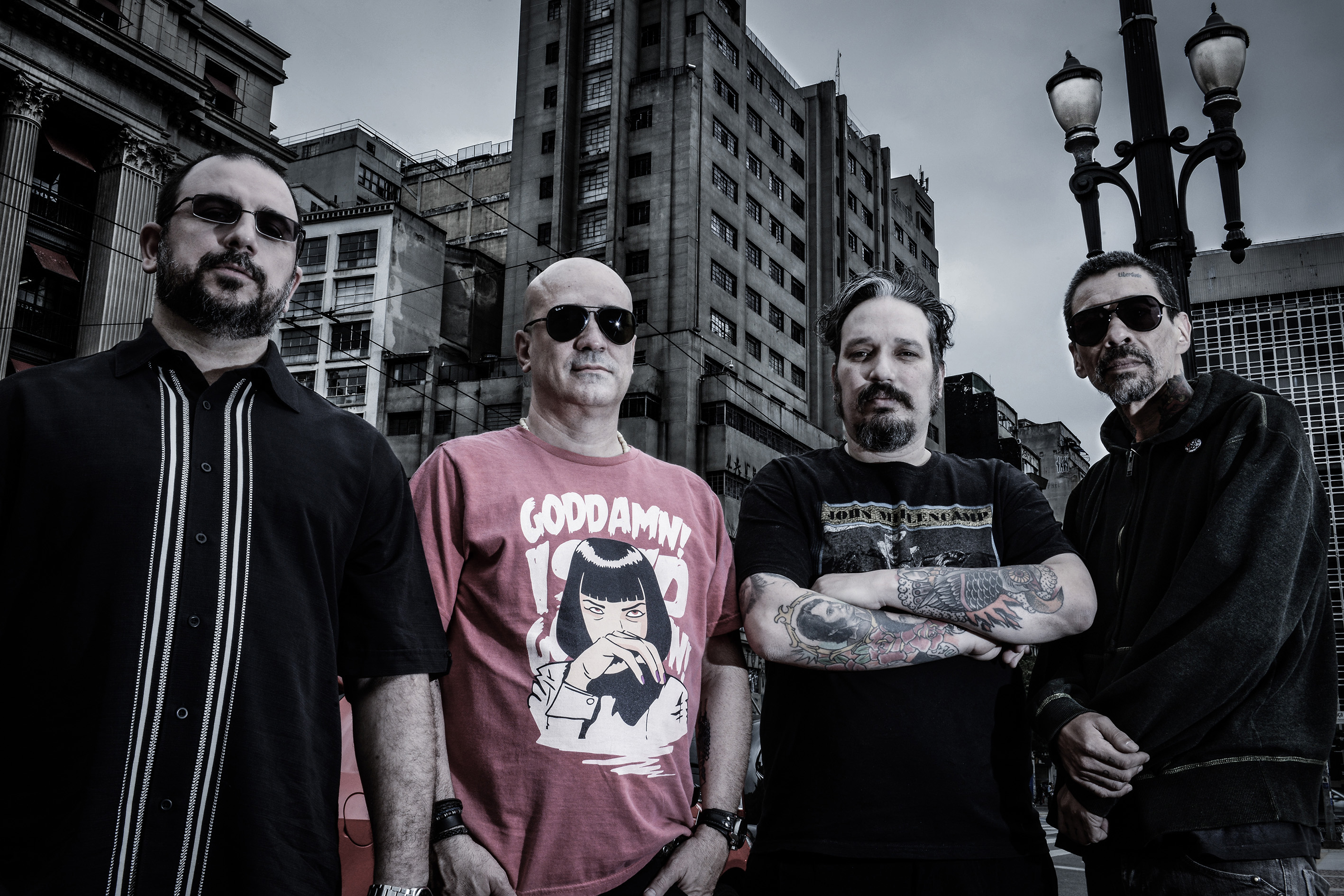
Second Come em 2016

### Últimas gravações e o fim
Em 2016, o Second Come entra em estúdio para gravar depois de 22 anos. O single “Oppenheimer Regret” é disponibilizado na plataforma de streaming bandcamp da banda e “Infatuated Love” fará parte da coletânea do documentário Guitar Days, em que a banda participa.
Em 2018, via redes sociais, a banda anuncia o fim com um show no Aparelho, no Rio, junto com Early Morning Sky. Francisco Kraus e Maurício Mauk seguem com a banda The Dead Suns e Bacalhau com Monstros do Ula-Ula.

## Tributo ao Second Come
Após a morte de Fábio L., em 2009, as bandas que participavam do grupo de discussão do selo-fanzine Midsummer Madness na internet decidiram fazer um tributo à banda. Ao todo, 29 bandas participam do tributo, que é lançado em 2012 em CD e na plataforma digital do selo:
- Loomer - "I Feel Like I Don't Know I'm Doing";
- Blanche - "Ten Fingers";
- Lê Almeida - "Run Run";
- Snooze - "704";
- Subburbia - "God & Me";
- The Oort Clouds - "The Shower";
- Mauk & the Codfish - "Mouse";
- The Tamborines - "Shoes";
- Music Settlement - "Violent Kiss";
- Johan Heyss - "High High";
- Soft & Mirabels - "Interference";
- Dash - "My Cancer";
- Cassim + Mutley - "Wait";
- Beally - "Scraper";
- Enseada Espacial - "Little Friend" (atmosphere);
- Han(S)olo - "She Could Melt the Sun";
- Supercordas - "Grapes";
- Babies - "It's Wrong";
- Dois em Um - "Looking Smiles";
- Cactus Cream - "Gashead";
- Nervoso e os Calmantes - "You're Coming/Fever Dream Trip";
- The Cigarettes - "You're Coming/Fever Dream Trip";
- PELVs - "The Great Broken Tree";
- Luisa Mandou Um Beijo - "Cinco e vinte seis" (I Feel Like I Don't Know What I'm Doing);
- Delta Cockers - "Sedative Distortion";
- Essential Tension - "Shoes";
- Leela - "Deafening Sounds on My Mind";
- Dead Wannabees - "Airhead";
- Babe Florida - "Wait".

## Livros e documentários

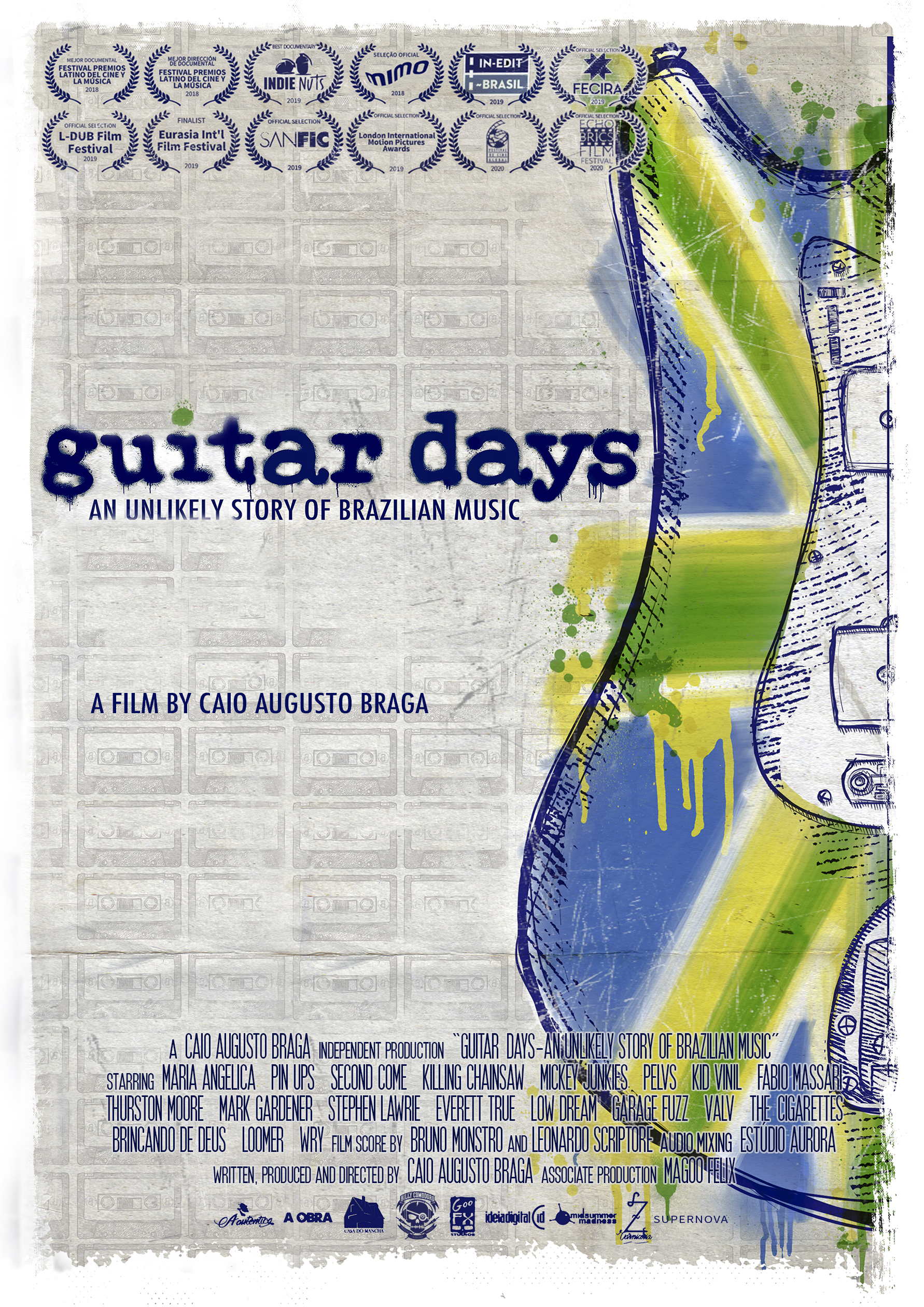
Guitar Days

A banda é mencionada e/ou participa das seguintes obras:
- Cheguei bem a tempo de ver o palco desabar: 50 causos e memórias do rock brasileiro[22] - Ricardo Alexandre (Arquipélago Editorial, 2013) mostra a visão do jornalista Ricardo Alexandre no momento do auge das bandas independentes nos anos 90;
- Esporro - Leonardo Panço (Tamborette, 2011) conta as experiências do jornalista e músico Leonardo Panço[23] no início dos anos 90 no mundo musical alternativo do Rio de Janeiro;[24]
- "Time Will Burn" é um documentário dirigido por Marko Panayotis e Otávio Sousa, lançado em 2016.[25] O documentário retrata o início da cena guitar e conta com depoimentos das bandas Pin Ups, Second Come, Killing Chainsaw e Mickey Junkies, além de jornalistas como Gastão Moreira e Paulo Marchetti;[26]
- "Guitar Days - An Unlikely Story of Brazilian Music"[27] é um documentário de Caio Augusto Braga,[28] de 2018, e premiado no Festival Premios Latino del Cine y la Música de Marbella, Espanha como melhor documentário e melhor direção de documentário, e no Indie Nuts Film Festival na Alemanha como melhor documentário. A história enfoca o movimento guitar desde o Maria Angélica até a sua transformação ao indie, com a cena atual.[29] Além de depoimentos das principais bandas do movimento, como o próprio Second Come, o documentário traz entrevistas de músicos estrangeiros que influenciaram a cena,[30] como Thurston Moore (Sonic Youth), Mark Gardener (Ride) e Stephen Lawrie (The Telescopes), e do jornalista da NME e Melody Maker e descobridor do grunge Everett True.

## Integrantes

### Última formação
- Francisco Kraus (vocal e baixo);
- Fernando Kamache (guitarra e backing vocal);
- Maurício Mauk (guitarra e backing vocal);
- Bacalhau (bateria).

### Ex-integrantes
- Dalton Vianna (bateria);
- Reyson (bateria);
- Fábio Leopoldino (vocal e guitarra);
- Marcelo Pires (guitarra);
- Kadu Carlos (bateria).

## Discografia

### Fitas demo
- Violent Kiss (1989);
- Wade's Bed (1991);
- I Ain't (1991);

### Álbums
- You (Rock It!, 1993);
- Superkids, Superdrugs, Supergod and Strangers (Rock It!, 1994).

### Coletâneas
- Old Shoes (Midsummer Madness, 1997);
- VA Come On Feel the NoiZe - BraZil Class'17 (Midsummer Madness, 2017);
- Tropical Fuzz: Brazilian Guitars 1988 - 2018 (Midsummer Madness, 2018);
- Guitar Days (Midsummer Madness, 2019).

### Videoclipes
- "Run, Run" (You, 1993)